# Jerzy Koryciak
Jerzy Koryciak (* 7. März 1954 in Zwardoń) ist ein ehemaliger polnischer Skilangläufer.
Koryciak, der für den KKS Bielsko-Biała startete, wurde bei polnischen Meisterschaften im Jahr 1976 Dritter im 15-km-Lauf und im Jahr 1977 Zweiter im 50-km-Lauf. Bei seiner einzigen Teilnahme an Olympischen Winterspielen im Februar 1976 in Innsbruck belegte er den 47. Platz im 30-km-Lauf.